# Districte de Santarém
El districte de Santarém és un districte portuguès, que en la seva majoria forma el nucli de la província tradicional del Ribatejo, encara que inclou també concelhos pertanyents a la Beira Baixa i a la Beira Litoral. Limita al nord amb el districte de Leiria i amb el districte de Castelo Branco, a l'est amb el districte de Portalegre, al sud amb el districte d'Évora i amb el districte de Setúbal i a l'oest amb el districte de Lisboa i amb el districte de Leiria. Àrea: 6747 km² (3r major districte portuguès). Població resident (2001): 475.344. Seu del districte: Santarém.

## Subdivisions
El districte de Santarém se subdivideix en els següents 21 municipis:
- Abrantes
- Alcanena
- Almeirim
- Alpiarça
- Benavente
- Cartaxo
- Chamusca
- Constância
- Coruche
- Entroncamento
- Ferreira do Zêzere
- Golegã
- Mação
- Ourém
- Rio Maior
- Salvaterra de Magos
- Santarém
- Sardoal
- Tomar
- Torres Novas
- Vila Nova da Barquinha

## Ciutats principals
Santarém, Tomar, Abrantes, Torres Novas, Entroncamento, Ourém, Fàtima (en el municipi d'Ourém), Rio Maior, Almeirim, Cartaxo.